# Parafia Świętej Trójcy w Bolesławcu
Parafia Świętej Trójcy w Bolesławcu – parafia rzymskokatolicka należąca do dekanatu Bolesławiec diecezji kaliskiej. Została utworzona w 1269. Mieści się przy ulicy Zielonej w Bolesławcu. Prowadzą ją księża diecezjalni.
Od 7 kwietnia do 7 października 2024 roku funkcję administratora parafii na czas nieobecności księdza proboszcza Czesława Parnowskiego pełnił ks. Mariusz Kubisiak – proboszcz Parafii św. Marii Magdaleny w Mieleszynie.
Dnia 7 października 2024 roku posługę proboszcza objął ksiądz Sławomir Kostrzewa. Natomiast ksiądz Czesław Parnowski przeszedł na emeryturę i zamieszkał przy parafii Zesłania Ducha Świętego w Wieruszowie jako emerytowany kapłan.